# Crociera di lusso
Crociera di lusso (Luxury Liner) è un film del 1948 diretto da Richard Whorf con George Brent, Jane Powell e il tenore Lauritz Melchior.

## Musica
- Spring Came Back to Vienna - musica e parole di Janice Torre, Fred Spielman e Fritz Rotter
- Alouette - tradizionale, arrangiamento di Leo Arnaud
- Aida - selezione dall'opera di Giuseppe Verdi